# Karsspor
Karsspor ist ein türkischer Fußballverein aus der Stadt Kars, einer Stadt im Nordosten Anatoliens. Aktuell spielt der Verein in der Bölgesel Amatör Lig, der höchsten türkischen Spielklasse im Amateurfußball. Neben Fußball betreibt der Verein auch eine Abteilung für den Boxsport.

## Geschichte
Karsspor wurde 1995 gegründet und hat daher noch eine junge Vereinsgeschichte. In der Saison 1995/96 stieg der Verein in die Amateurklasse ab, stieg aber in der Saison 2004/05 in die TFF 3. Lig auf. Im Jahr 2007/08 stieg man erneut auf, diesmal in die TFF 2. Lig. Der Aufstieg wurde am 4. März 2008 nach einem 2:1-Heimsieg gegen Aksarayspor perfekt gemacht. Nachdem man sich bis 2010 in der 2. Lig halten konnte, musste man anschließend wieder in die 3. Lig absteigen, nach der Saison 2011/12 musste man noch einmal den Abstieg hinnehmen und landete schließlich wieder in der Bölgesel Amatör Lig, wo man seitdem spielt.

## Ligazugehörigkeit
- TFF 2. Lig:

2008–2010
- TFF 3. Lig:

2004–2008, 2010–2012
- Bölgesel Amatör Lig:

Seit 2012